# Rétfalu (Horvátország)
Rétfalu (horvátul: Retfala, németül: Rietdorf) egykori község, ma Eszék nyugati kerülete Horvátországban Eszék-Baranya megyében. Lakossága 14 123 fő kb. 5200 háztartásban (2001.). A kerület napja szeptember 14-e, amit a katolikus templom búcsúnapjához igazítottak.

## Fekvése
Eszék központjától 2 km-re nyugatra, a Szlavóniai-síkság szélén, a Dráva jobb partján, az Eszéket Valpóval összekötő út mentén fekszik, mely itt keresztezi az udvari határátkelőtől Eszéken és Diakováron át a slavonski šamaci határátkelőig vezető főutat. Eszék többi részétől keleten a Drávától az Eszék-Nekcse vasútvonalig húzódó Antun Kanižlić utca határolja el.

## Története
A falu egy ovális alakú alacsony magaslaton fekszik, ahol gázvezeték építése közben számos, különböző korokból származó régészeti lelet került elő. A leletek kora az újkőkorszaktól a kőrézkoron, a bronzkoron és az ókoron át a középkorig terjed. Mindez azt bizonyítja, hogy területe már az őskortól fogva folyamatosan lakott volt.
Rétfalu nevét a középkorban „Retyfolu”, „Rethfalwa” alakban találjuk az írásos dokumentumokban. Első okleveles említése 1289-ből való „Retyfolu” néven a pécsváradi konvent 1289. május 6-án kelt oklevelében, amely szerint a hiteleshely előtt az egyik részről Sebestyén fia Miklós, másfelől pedig testvére Jakab megjelenvén kinyilvánították, hogy egymás közötti osztozásuk révén egyezségre jutottak. Az oklevél szerint Rétfalu Jakab birtoka lett. A települést 1496-ban „Rethfalwa” alakban említik. Ekkor a lipóczi Keczereké volt. Története során Rétfalu helye többször változott. A középkorban a Dráva túlpartján, a baranyai oldalon állt, majd a törökök miatt behúzódott a falu lakossága a Dráva egy szigetére. 1702-ben viszont már a mai helyén említik a források. A török korban lakói kálvinista magyarok voltak. A térség többi településével együtt 1687-ben szabadult fel a török uralom alól. Az 1698-as összeírás szerint 39 lakott ház állt a faluban, melyek sárral tapasztott fából épültek. A Dráván négy vízimalom működött. 1736-ban már 84 háza volt. Kezdetben kamarai birtok volt, majd a 18. század közepén, 1750-ben a Pejácsevich család birtoka lett, akik a magyarok mellé jelentős számú német ajkú lakosságot telepítettek be. 1796 és 1801 között reprezentatív kastélyt építettek ide, mely ma is Rétfalu egyik fő nevezetessége. A család 1916-ig volt a falu birtokosa, amikor a rétfalui águk kihalt. A faluban már a 18. század végén lehetett iskolai oktatás.

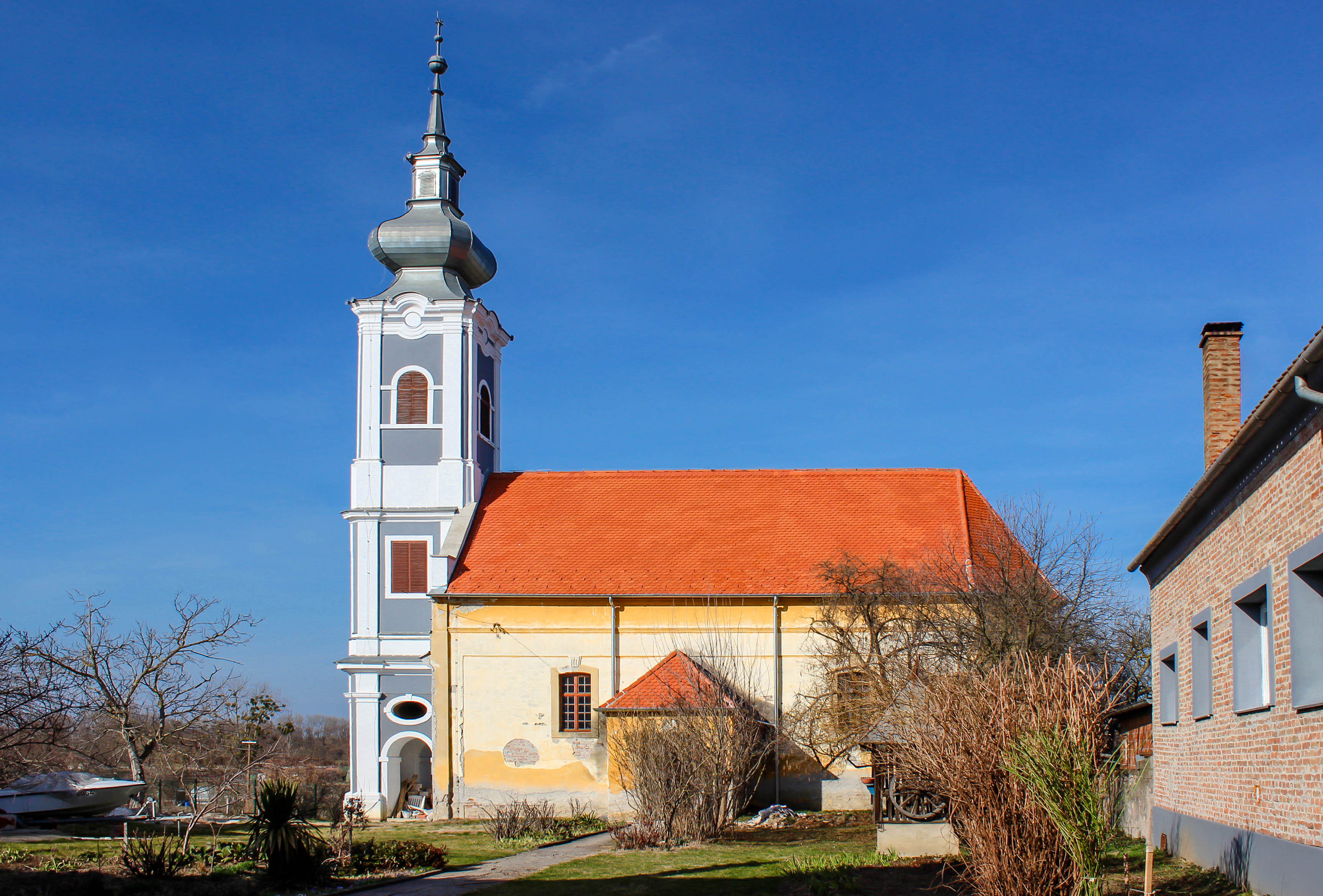
A rétfalvi református templom

Jelentős etnikai változások történtek Rétfaluban a 18. század második felében, amikor az újonnan érkezett németek a fő utca (a mai Strossmayer utca) környékén telepedtek le, melyet ezután Német-Rétfalunak neveztek, míg a régi részben (a mai Petőfi Sándor utca környékén) a magyarság maradt többségben, így ezt a részt ezután Magyar-Rétfalunak hívták, és ez a helyzet az első világháború végéig fennmaradt. II. József adminisztratív reformjainak eredményeként 1786-ban összeírták Eszék körzetének lakosságát, amely Rétfalu adatait is rögzítette. A népszámlálás szerint Magyar-Rétfalunak 83 háza volt 572 lakossal, mindegyikük református magyar, Német-Rétfaluban pedig 77 ház volt, 456 lakossal, akik mind katolikus vallású németek voltak. Érdekes módon Német-Rétfaluban több kézművest írtak össze, mint az összes többi Eszék vidéki településen. A tizenkét kézművesből három cipész, két takács és két bognár, egy asztalos, szabó, fazekas, kovács és kádár volt. Ezek az adatok azt is jelzik, hogy különösen Német-Rétfalu kezdett lassan beleilleszkedni Eszék városszerkezetébe. Magyar- és Német-Rétfalu azonban eredetileg olyan települések voltak, amelyek elsősorban vidéki jellemzőkkel rendelkeztek és ezeket a jellemzőket nagyrészt megtartották a 20. században is. A 19. század folyamán Magyar-Rétfalu házai a hagyományos pannóniai házakkal mutattak hasonlóságot, amelyek az utca felé néző oromzattal és az udvar felé néző nyitott verandával rendelkeztek. Német-Rétfalu házainak legfontosabb tulajdonsága az utcára néző hosszanti oldal volt, egy további udvari szárnnyal bővítve.
A település a 19. században folyamatosan növekedett és 1891-ben már 2702 lakosa volt. Eszékhez való közelsége révén erre az időre már egyre inkább városias jelleget öltött.
Közigazgatásilag Verőce vármegye Eszéki járásához tartozott. Az 1910-es népszámlálás adatai szerint 2559 főnyi lakosságából 1458 német, 616 magyar és 286 horvát anyanyelvű volt. A település az első világháború után az új szerb-horvát-szlovén állam, majd később (1929-ben) Jugoszlávia része lett. Az Osztrák–Magyar Monarchia szétesésével a Pejácsevich-kastély környékét fokozatosan felparcellázták és kiosztották az újonnan érkező horvátok között, és ezzel létrejött Új-, vagy más néven Horvát-Rétfalu. Az új bevándorlóknak köszönhetően Rétfalut az 1930-as években már négyezren lakták. Az 1930-as években Rétfalu fizikailag már összeért Eszékkel. Akkoriban Horvát-Rétfalunak már 14 utcája volt mintegy kétszáz házzal és körülbelül hatszáz lakossal, akik főként eszéki gyárakban dolgoztak, míg Német- és Magyar-Rétfalu lakói többnyire továbbra is mezőgazdasággal foglalkoztak. Szántóföldjeikről a mezőgazdasági termékek széles körét biztosították az eszéki városi lakosság számára. Noha Rétfalu fejlődése már a 18. század óta Eszék városától függött, önállóságának megszüntetésére csak 1947-ben került sor, amikor Rétfalu hivatalosan is Eszék városrésze lett.

## Nevezetességei
- A Szent Kereszt Felmagasztalása római katolikus templom építése 1979-ben kezdődött Mihajlo Biglbauer tervei szerint. A templom alapkövét 1979. szeptember 30-án áldotta meg Ćiril Kos püspök. A templom 1991. március 17. óta működik. A délszláv háborúban a tetőzet megsérült. A belső tereket Vladimir Šilović építész tervezte, a festett üvegablakokat Jasminka Begić szobrászművész készítette. A plébánia Eszék városával együtt rendezi a templom környezetét és a zöldterületek kiépítését.
- Kazettás mennyezetű református templom 1752 [7] és 1762 között épült késői barokk stílusban. Eszék környékének egyik legrégibb szakrális épülete.
- A Pejácsevich család kastélya 1796 és 1801 között épült barokk-klasszicista stílusban. A kastélyt háromszárnyú földszinti épületként építették, amelynek csak a középső részére húztak emeletet. Ez az építési mód a szomszédos Magyarországon épült késő barokk és klasszicista stílusú kastélyokra jellemző. Az udvart keleten és nyugaton gazdasági épületek határolták, de ezekből mára csak a nyugati oldal maradt meg az udvar felé nyitott árkádjaival. A kastély mellett az eszéki Felsőváros és Rétfalu között nagyméretű park terült el, melyet a 19. században rendezettségének köszönhetően gyakran „Eszéki Schönbrunn”-nak neveztek. Ezt a gyönyörű parkot sajnos az első világháború után felparcellázták és a betelepülő horvátok között osztották szét. A helyén jött létre a későbbi Horvát-Rétfalu.
- A kastély közelében a temetőben található a Pejácsevich család 1891-ben épített sírkápolnája, mely a katolikus templom építése előtt istentiszteletek céljára is szolgált. Építtetője Pejácsevich László gróf volt, aki egy eszéki mesterrel építtette fel az épületet. A kápolna felépítését az új felsővárosi templom létesítésének előkészítése motiválta, amely 1891-ben a régi temető felszámolásával lépett az utolsó szakaszába, ezért az összes ott eltemetett maradványait át kellett helyezni az új temetőbe. Az építkezés mindössze két hónapot vett igénybe. A reprezentatív belső tér, az építészeti kialakítás minősége és a drága anyagok felhasználása minden bizonnyal befolyásolták az építés magas költségeit. Miután az építés 1891. szeptember 12-én befejeződött, a család tagjainak maradványait a régi temetőből ide helyezték át. Néhány évvel ezelőtt a délszláv háború alatt az épület kisebb károkat szenvedett, berendezését pedig megsemmisítették, így mára az ajtót beszögezték és már nem használják. Előkészítés alatt áll a rekonstrukciója.

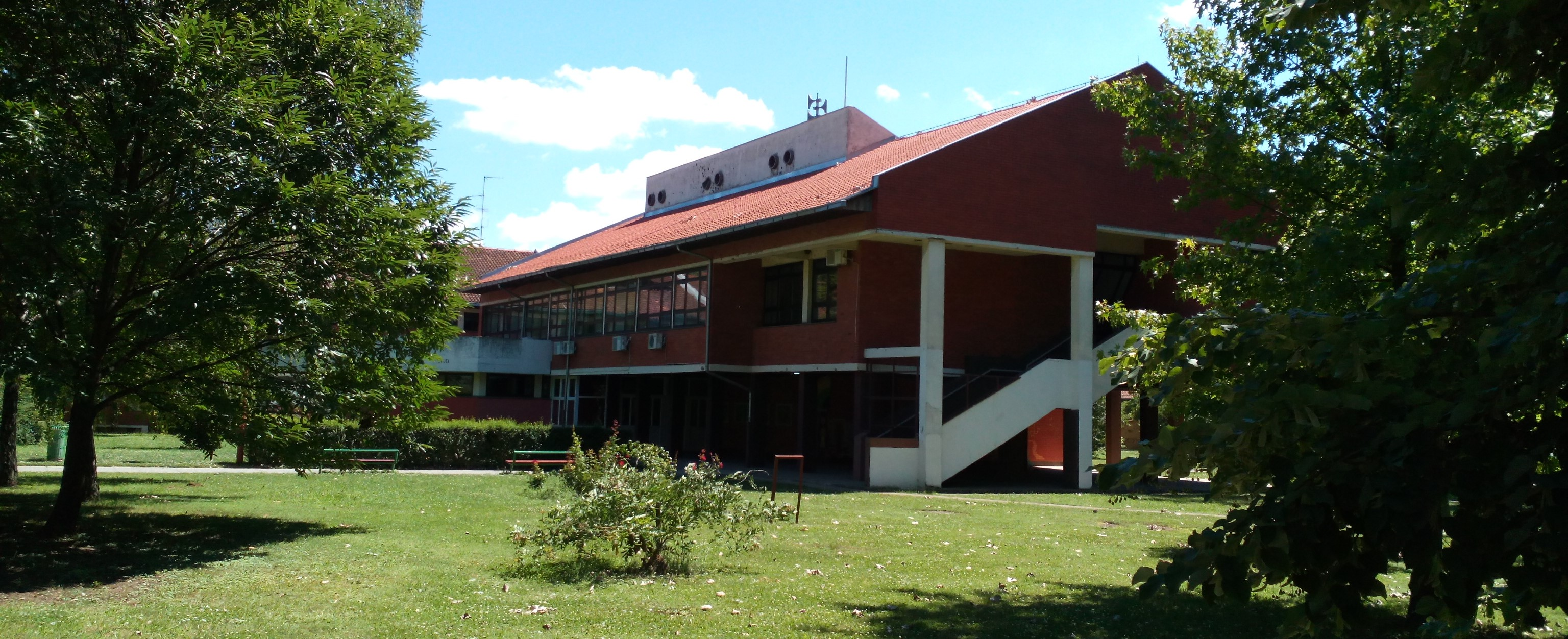
Az általános iskola

## Oktatás
A korabeli források szerint Rétfalunak már a 18. században volt iskolája. A népiskolát 1812-ben alapították. A következő időszakban Német-Rétfaluban működött fiúiskola, ahol a lányok külön osztályteremben tanultak. Később az intézmény új épületet kapott a mai Strossmayer utca 179-ben, ahol már vegyes osztályok voltak. A 19. század végéig egy iskola működött a településen, ekkor azonban Magyar-Rétfalu létrehozta a református iskolát. 1932-ben a jugoszláv hatóságok a református iskolát megszüntették és a két intézményt egyesítették. 1940-ben az iskolában külön német nyelvű oktatás kezdődött. A második világháború után négyosztályos iskolát alakítottak. A Strossmayer utcai épületben horvát nyelven folyt az oktatás, míg a magyar tanulóknak a Petőfi utcában, a korábbi magyar iskola épületében nyílt meg az oktatás. 1957-ben befejeződött az új, nyolcosztályos iskola építése. A Vladimir Nazor nevét viselő intézmény két részből, a II. számú nyolcosztályos és a VII. számú, négyosztályos iskolából állt. Az intézmény 27 osztályába ekkor 993 tanuló járt. A népesség további növekedésével 1967-ben új iskola nyílott, mely Ivan Filipović nevét vette fel. A tanulók számának további növekedése nyomán újabb helyhiány lépett fel. Ezért 1985-ben új iskolát építettek, de az iskola tovább használta a régi épületét is. Az 1990-es évek elejének társadalmi változásai hatására 1991-ben a függetlenné vált Vladimir Nazor általános iskola nevét „Retfala” általános iskolára változtatta.
A délszláv háború idején nem lehetett a tanítást helyben folytatni, ezért az alsó osztályokat a sljemei Dom CK-ba, az 5. és 6. osztályt a Pozsony melletti Horvátjárfaluba, a 7. és 8. osztályt pedig Magyarországra, Horvátzsidányba költöztették. A háború pusztítása során az iskola anyagi és emberi veszteségeket szenvedett. A régi épületet 1991. november 22-én és 30-án érte találat, amikor Ivanka Vukobrat és Ružica Valinčić tanárok megsérültek. Az új épület is több találatot kapott egy 1992. május 11-i aknavetős támadás során. 1991. december 12-én a házában megölték Rudolf Senk tanárt. Az 1992-es és 1993-as év a helyreállítások éve volt. A Strossmayer utcai épületet 2005-ig a Mezőgazdasági és Állattenyésztési Középiskola használta. További terhet jelentett a menekültek és a lakóhelyüket elhagyni kényszerült személyek nagy száma, akik a hallgatók teljes számának csaknem 20%-át tették ki. A rétfalvi általános iskolában ma 28 osztályban mintegy 700 diák tanul. Az iskola összesen 60 főt foglalkoztat, melyből az oktatási személyzet 42 főt tesz ki. Az iskola diákjai és tanárai különféle projektekben vesznek részt, melyekből a legjelentősebbek a UNICEF aktív tanulási, oktatásfejlesztési, tolerancia és együttműködési, valamint nevelés a békéért programjai.

## Sport
- NK „Retfala Pampas” labdarúgóklub
- BK „Mlada Retfala” bocsaklub
- BK „Retfala” bocsaklub
- „Osijek” Karate Akademija
- OK „Retfala” strandröplabdaklub
- ŠRK „Retfala” sporthorgászklub
- ŠK „Refala” sakk-klub
- „Retfalački Domobrani” kispályás labdarúgóklub

## Egyesületek
- DVD „Retfala” önkéntes tűzoltó egyesület
- RK „Retfala” Osijek rádiósklub
- Moto-Nautički Klub Retfala

## Fordítás
- Ez a szócikk részben vagy egészben  a   Retfala című angol Wikipédia-szócikk ezen változatának fordításán alapul.  Az eredeti cikk szerkesztőit annak laptörténete sorolja fel. Ez a jelzés csupán a megfogalmazás eredetét és a szerzői jogokat jelzi, nem szolgál a cikkben szereplő információk forrásmegjelöléseként.
- Ez a szócikk részben vagy egészben  a   Retfala című horvát Wikipédia-szócikk ezen változatának fordításán alapul.  Az eredeti cikk szerkesztőit annak laptörténete sorolja fel. Ez a jelzés csupán a megfogalmazás eredetét és a szerzői jogokat jelzi, nem szolgál a cikkben szereplő információk forrásmegjelöléseként.